# باشگاه فوتبال گریمزبی تاون
باشگاه فوتبال گریمزبی تاون (به انگلیسی: Grimsby Town Football Club) یک باشگاه فوتبال در شهر کلیتورپس، کشور انگلستان است که در سال ۱۸۷۸ میلادی تأسیس شده است.